# Maria Beatrice d'Este (duchessa)
Maria Beatrice Ricciarda d'Este (Modena, 7 aprile 1750 – Vienna, 14 novembre 1829) fu duchessa di Massa e principessa di Carrara, dapprima dal 1790 al 1796 e, poi, dal 1814 al 1829.
Fu governatrice di Milano dal 1771 al 1796 in quanto moglie di Ferdinando Carlo Antonio d'Asburgo-Lorena.
Rappresenta la decima ed ultima sovrana indipendente dei territori di Massa e Carrara, che il figlio ed erede Francesco IV d'Austria-Este annetté quindi al Ducato di Modena e Reggio. Ultima discendente diretta dell'antico casato degli Este, unica figlia sopravvissuta dell'ultimo duca di Modena e Reggio, Ercole III, ella non poté mai aspirare direttamente alla successione, essendone impedita dalla legge salica vigente negli Stati Estensi (e derogata invece nel Ducato di Massa e Carrara in virtù di un decreto dell'imperatore Carlo V del 1529). 

## Biografia

### Infanzia
Figlia di due genitori che non andavano d'accordo, il futuro duca di Modena e Reggio, Ercole III d'Este, e Maria Teresa Cybo-Malaspina, sovrana duchessa di Massa e principessa di Carrara, apparve ben presto chiaro, dopo la morte in fasce dell'unico fratellino, nel 1753, che non avrebbe avuto altri fratelli o sorelle, il che la proiettò al centro di un complesso gioco dinastico, esattamente com'era capitato alla madre pochi anni prima. Le trattative per il suo matrimonio vennero condotte dal nonno Francesco III d'Este all'insaputa dello stesso padre della bambina, sia nelle fasi preliminari degli accordi che nelle loro successive modifiche: dopo aver interpellato Giorgio II d'Inghilterra, che aveva cinque figli e che era considerato una sorta di capofamiglia in quanto discendente, come gli Este, dalla casata dei Welfen, in seguito all'indisponibilità del re, sondò la corte di Vienna, dove regnava la prolifica Maria Teresa.

### Accordi matrimoniali
Francesco III aveva come obiettivo quello di impedire che il ducato di Modena subisse la stessa sorte toccata, quasi due secoli prima, a quello di Ferrara, venendo dichiarato feudo imperiale vacante e venendo quindi sic et simpliciter incamerato dall'Impero, così come Ferrara lo era stata dal Papato.
Per assicurare la continuità degli Stati Estensi come entità autonoma e per garantire il futuro della nipotina e la sopravvivenza del nome di famiglia, le trattative erano cominciate già nel 1752, quando monsignor Giuliano Sabbatini, vescovo di Modena e precedentemente Ministro di Stato rappresentante diplomatico nelle corti europee, aveva fatto in modo di inviare,  nell'agosto di quell'anno, Marianna Hercolani di Marsciano a Viennaper trattare segretamente con l'imperatrice il matrimonio della piccola Maria Beatrice con l'arciduca secondogenito. L'affare era sembrato svanire nei primi di gennaio del 1753 quando, precisamente il 5, la principessa consorte Maria Teresa Cybo-Malaspina aveva partorito un maschio, rendendo quindi inutile ogni accordo. Ma il piccolo era morto pochi mesi dopo, il 6 maggio del 1753, consentendo quindi la riapertura delle trattative.
Anche con il supporto di Giorgio II, Francesco stipulò due accordi contestuali con la casa d'Austria (che deteneva la corona imperiale): con il primo, pubblico, la piccola Maria Beatrice, allora di soli tre anni, veniva promessa in sposa al terzogenito maschio della coppia imperiale, l'arciduca Pietro Leopoldo; con il secondo, segreto, Francesco III designava lo stesso Pietro Leopoldo come futuro successore degli Este al momento dell'eventuale estinzione della linea maschile dalla casata, mentre l'arciduca veniva impegnato ad assumere il cognome estense, a mantenere i suoi stati separati da quelli austriaci e a fissarvi la sua dimora, nonché, nel caso venisse chiamato a regnare a Vienna, a rinunciare ai domini estensi a favore di suo figlio o di altro membro non regnante della famiglia imperiale. Nel frattempo Francesco III (sostituito, in caso di morte, dal figlio Ercole) assumeva ad interim il governatorato di Milano, destinato, nell'organigramma della casa imperiale, al terzogenito, incarico che avrebbe mantenuto fino alle nozze. Se il Granducato di Toscana si era assicurato la sopravvivenza dopo l'estinzione dei Medici avviandosi a diventare una «secondogenitura» degli Asburgo-Lorena, con gli accordi del 1753 Modena divenne in sostanza una sorte di inedita «terzogenitura».
Nel 1761 la morte improvvisa dell'arciduca Carlo Giuseppe, secondogenito maschio degli Asburgo-Lorena, sembrò scompaginare le carte: Pietro Leopoldo, per così dire, saliva di un gradino nella scala della successione, diventando erede del Granducato di Toscana e ricevendo anche in dote la promessa sposa del defunto fratello, l'infanta di Spagna, Maria Luisa di Borbone, ma con ciò diventavano del tutto anacronistiche le previsioni degli accordi del 1753. Francesco III e la corte austriaca non ebbero però tentennamenti e, nonostante la veemente opposizione di Ercole, padre della fidanzata, firmarono nel 1763 un nuovo accordo che lasciava intatte le clausole di dieci anni prima, semplicemente sostituendo il nome di Pietro Leopoldo con quello del fratello minore Ferdinando, che all'epoca del primo accordo non era neppure ancora nato e che era quindi assai più giovane della sua promessa.
La principessa ducale, da poco guarita dal vaiolo, fu poi trasferita a Milano, su pressione dagli Asburgo-Lorena, ed ivi allevata dal nonno governatore e dalla sua amante e poi moglie morganatica, Renata Teresa contessa d’Harrach, vedova Melzi (1721-1788), la quale era stata indicata come governante della giovinetta direttamente dall'imperatrice Maria Teresa. Solenni sponsali furono celebrati nel palazzo ducale di Milano il 26 aprile 1766, alla presenza tra gli altri, oltre che di Francesco III, del plenipotenziario asburgico in Lombardia, Carlo Giuseppe di Firmian, e dei genitori della promessa sposa, al petto della quale, come segno della «parola data ed accettata», la contessa d'Harrach appese il ritratto del giovanissimo fidanzato.

### Governatrice di Milano
Il 18 gennaio 1771 la Dieta Perpetua di Ratisbona sancì, con proprio atto, il riconoscimento di Ferdinando come successore al trono di tutti i feudi degli Este, e il 30 gennaio l'imperatore Giuseppe II promulgò il diploma di investitura; dopodiché, il 15 ottobre, l'arciduca e la duchessina, finalmente cresciuti quel tanto che serviva, convolarono felicemente a nozze, dando origine alla nuova casata degli Austria-Este, benedetta ben presto da numerosa figliolanza. Per festeggiare il matrimonio a Milano, il 15 ottobre venne rappresentata l'opera Il Ruggiero di Johann Adolf Hasse ed il 17 ottobre ci fu la prima dell'Ascanio in Alba di Mozart su libretto di Giuseppe Parini.  Francesco III restituì allora al genero il governatorato di Milano e nella capitale lombarda la nuova coppia stabilì la sua residenza permanente.
Ferdinando diede mano alla ristrutturazione del Palazzo Reale a partire dal 1773, risiedendo durante i lavori a Palazzo Clerici, che lasciò solo nel 1778 a lavori ultimati. L'arciduca affidò il progetto a Giuseppe Piermarini, con la supervisione di Leopold Pollack. Dopo l'incendio nel 1776 del Teatro Regio Ducale di Milano (che si trovava annesso al Palazzo Reale), Ferdinando si fece promotore della costruzione del Teatro alla Scala e del Teatro della Cannobiana, affidandone i progetti sempre al Piermarini.
Nel 1777 l'imperatrice ordinò la costruzione della Villa Reale di Monza quale residenza estiva per la coppia arciducale, in sostituzione della Villa Alari di Cernusco sul Naviglio, utilizzata fino a quel momento. 
Ferdinando cercò comunque di imporre il proprio potere a Milano con la creazione di una piccola corte personale.
Nel 1772 Ferdinando era stato nominato Feldmaresciallo del Sacro Romano Impero, ma, secondo le istruzioni impartitegli dalla madre, egli non avrebbe mai dovuto interessarsi agli affari di governo, né disturbare il lavoro dei funzionari austriaci che portavano avanti gli affari dello stato.
La sua mansione, dunque, era quella di dedicarsi unicamente agli obblighi di rappresentanza, esibendo il proprio rango aristocratico.
Maria Teresa, infatti, era preoccupata per la debolezza e lo scarso talento politico del figlio. Gli scrisse circa seicento lettere per rimproverarlo della sua condotta e per dargli consigli perché diventasse un modello per i suoi sudditi. Era infatti idea dell'imperatrice che il sovrano dovesse incarnare tutte le virtù perché il popolo potesse trarne esempio di condotta e ammirazione. Anche alla nuora, nei cui confronti nutriva un affetto crescente, inviò molte lettere, sperando che ella potesse influenzare positivamente il figlio.

### Duchessa di Massa e Principessa di Carrara
Nel 1790, alla morte della madre Maria Teresa Cybo-Malaspina, prese possesso del ducato di Massa e Carrara, previa rinuncia da parte del padre ai diritti di coreggenza che gli competevano ai sensi dei protocolli matrimoniali del 1738 relativi alle sue successive nozze con la duchessa di Massa e Carrara.
La quarantenne sovrana, per matrimonio arciduchessa d'Austria (era cognata di Maria Antonietta regina di Francia, di Maria Carolina regina di Napoli, di Maria Amalia duchessa di Parma, dell'appena defunto imperatore Giuseppe II e del subentrato Leopoldo II, già granduca di Toscana, nonché zia del futuro imperatore d'Austria Francesco I, del quale sarebbe divenuta anche suocera), dedicò particolare attenzione a tenere distinti gli Stati cybei da quelli estensi, nonostante fosse consapevole che, alla propria morte, i primi sarebbero diventati una semplice provincia dei secondi, l'agognato sbocco sul mare.
Maria Beatrice era molto diligente: s'informava e pretendeva di conoscere ogni cosa attinente al suo Stato e da Vienna, dove risiedeva abitualmente, inviava le proprie decisioni al delegato, conte Pietro Ceccopieri, ponendo in disparte marito ed erede.
Trasmetteva, per esempio, precise disposizioni circa il restauro del palazzo ducale di Massa, in cui dimorarono i suoi antenati, o per regolare i rapporti con il vescovo di Sarzana e con il granducato di Toscana: il Ceccopieri era semplicemente un mero esecutore della volontà della duchessa che regnava e governava. A proposito di Pellegrino Rossi, primo ministro dello Stato Pontificio, la sovrana fece rispondere al governatore di Lucca che desiderava averlo prigioniero, che, se il personaggio fosse entrato nel suo ducato, non avrebbe concesso l'estradizione.
Dopo sette anni di governo, in seguito alle bufere rivoluzionarie e napoleoniche fu privata per quasi un ventennio del controllo delle proprie terre, che il Congresso di Vienna le restituì, con l'aggiunta degli antichi feudi imperiali della Lunigiana, che non venivano ricostituiti. Oramai disabituata al governo personale e abituatasi alla Corte di Vienna, lasciò gli antichi stati cybei in mano ad amministratori dotati di grandi poteri, mentre il figlio Francesco IV d'Austria-Este, che era salito sul trono del Ducato di Modena e Reggio in quanto erede legittimo di Ferdinando, ed al quale ella aveva fin da subito trasferito gli ex feudi, attendeva di succederle.
Ritornata al governo sull'avito ducato, Maria Beatrice abolì tutto le riforme introdotte, durante il periodo napoleonico, dalla principessa di Lucca e Piombino, Elisa Bonaparte Baciocchi, ripristinando gli Statuti e creando un ceto di tipo nobiliare intorno al trono ducale: cercò, tuttavia, di aiutare le classi meno agiate.
Per quanto riguarda l'economia, i suoi provvedimenti si richiamarono alle riforme settecentesche e autorizzò la realizzazione di importanti opere pubbliche, come la rettifica dell'alveo del fiume Frigido.
La politica di Maria Beatrice fu significativa anche in campo sociale e culturale (incoraggiò validi artisti e ripristinò il servizio scolastico).
Le cose sarebbero andate meglio se lei fosse stata più presente nello Stato, invece di governare da Vienna.

### Morte
La duchessa morì a Vienna il 14 novembre 1829 all'età di 79 anni e il ducato di Massa e Carrara fu annesso a quello di Modena e Reggio, in cui governava il figlio Francesco IV. Venne sepolta nella Cripta dei Cappuccini a Vienna accanto agli antenati imperiali del consorte.
Fu l'ultima esponente degli Este di Modena e Reggio, nonché, per via materna, l'ultima erede dei Cybo-Malaspina e idealmente, tramite sua nonna Ricciarda Gonzaga, dei Gonzaga di Novellara e Bagnolo.

## Discendenza
La coppia inaugurò la linea Austria-Este. Ebbe in tutto 10 figli:
- Giuseppe d'Austria-Este (Milano, 1772 - 1772);
- Maria Teresa d'Austria-Este (Milano, 1º novembre 1773 – Ginevra, 29 marzo 1832), che sposò Vittorio Emanuele I di Savoia;
- Giuseppina d'Austria-Este (Milano, 1775 - Milano, 1777);
- Maria Leopoldina d'Austria-Este (Milano, 10 dicembre 1776 – Wasserburg am Inn, 23 giugno 1848), che sposò Carlo Teodoro di Baviera;
- Francesco IV d'Austria-Este (Milano, 6 ottobre 1779 - Modena, 21 gennaio 1846), che sposò la nipote Maria Beatrice Vittoria di Savoia, figlia di re Vittorio Emanuele I e di sua sorella Maria Teresa;
- Ferdinando Carlo Giuseppe d'Austria-Este (Milano, 25 aprile 1781 – Altmünster, 5 novembre 1850);
- Massimiliano Giuseppe d'Austria-Este (Modena, 14 luglio 1782 – Castello di Ebenzweier, 1º giugno 1863);
- Maria Antonia d'Austria-Este (Milano, 1784 - Milano, 1786);
- Carlo Ambrogio d'Austria-Este (Milano, 2 novembre 1785 – Tata, 2 settembre 1809), arcivescovo di Esztergom, primate di Ungheria;
- Maria Ludovica d'Austria-Este (Monza, 15 dicembre 1787 – Verona, 7 aprile 1816), che sposò il cugino Francesco I d'Austria.

## Ascendenza
|                             |                         |                                    | Genitori                            |  |  | Nonni |  |  | Bisnonni       |  |  | Trisnonni          |  |
|                             |                         |                                    |                                     |  |  |       |  |  | Rinaldo d'Este |  |  | Francesco I d'Este |  |
|                             |                         |                                    |                                     |  |  |       |  |  | Rinaldo d'Este |  |  | Francesco I d'Este |  |
|                             |                         | Lucrezia Barberini                 |                                     |  |  |       |  |  | Rinaldo d'Este |  |  |                    |  |
| Francesco III d'Este        |                         |                                    |                                     |  |  |       |  |  | Rinaldo d'Este |  |  |                    |  |
|                             |                         | Carlotta di Brunswick e Lüneburg   | Giovanni di Brunswick-Lüneburg      |  |  |       |  |  |                |  |  |                    |  |
|                             |                         | Carlotta di Brunswick e Lüneburg   | Giovanni di Brunswick-Lüneburg      |  |  |       |  |  |                |  |  |                    |  |
|                             |                         | Carlotta di Brunswick e Lüneburg   | Benedetta Enrichetta del Palatinato |  |  |       |  |  |                |  |  |                    |  |
| Ercole III d'Este           |                         | Carlotta di Brunswick e Lüneburg   |                                     |  |  |       |  |  |                |  |  |                    |  |
|                             |                         | Filippo II d'Orléans               | Filippo I d'Orléans                 |  |  |       |  |  |                |  |  |                    |  |
|                             |                         | Filippo II d'Orléans               | Filippo I d'Orléans                 |  |  |       |  |  |                |  |  |                    |  |
|                             |                         | Filippo II d'Orléans               | Elisabetta Carlotta di Baviera      |  |  |       |  |  |                |  |  |                    |  |
| Carlotta di Borbone-Orléans |                         | Filippo II d'Orléans               |                                     |  |  |       |  |  |                |  |  |                    |  |
|                             |                         | Francesca Maria di Borbone-Francia | Luigi XIV di Francia                |  |  |       |  |  |                |  |  |                    |  |
|                             |                         | Francesca Maria di Borbone-Francia | Luigi XIV di Francia                |  |  |       |  |  |                |  |  |                    |  |
|                             |                         | Francesca Maria di Borbone-Francia | Françoise-Athénaïs di Montespan     |  |  |       |  |  |                |  |  |                    |  |
| Maria Beatrice d'Este       |                         | Francesca Maria di Borbone-Francia |                                     |  |  |       |  |  |                |  |  |                    |  |
|                             | Carlo II Cybo-Malaspina | Alberico II Cybo-Malaspina         |                                     |  |  |       |  |  |                |  |  |                    |  |
|                             | Carlo II Cybo-Malaspina | Alberico II Cybo-Malaspina         |                                     |  |  |       |  |  |                |  |  |                    |  |
|                             | Carlo II Cybo-Malaspina | Fulvia Pico della Mirandola        |                                     |  |  |       |  |  |                |  |  |                    |  |
| Alderano I Cybo-Malaspina   | Carlo II Cybo-Malaspina |                                    |                                     |  |  |       |  |  |                |  |  |                    |  |
|                             |                         | Teresa Pamphili                    | Cardinale Camillo Pamphili          |  |  |       |  |  |                |  |  |                    |  |
|                             |                         | Teresa Pamphili                    | Cardinale Camillo Pamphili          |  |  |       |  |  |                |  |  |                    |  |
|                             |                         | Teresa Pamphili                    | Olimpia Aldobrandini                |  |  |       |  |  |                |  |  |                    |  |
| Maria Teresa Cybo-Malaspina |                         | Teresa Pamphili                    |                                     |  |  |       |  |  |                |  |  |                    |  |
|                             |                         | Camillo III Gonzaga                | Alfonso II Gonzaga                  |  |  |       |  |  |                |  |  |                    |  |
|                             |                         | Camillo III Gonzaga                | Alfonso II Gonzaga                  |  |  |       |  |  |                |  |  |                    |  |
|                             |                         | Camillo III Gonzaga                | Ricciarda Cybo Malaspina            |  |  |       |  |  |                |  |  |                    |  |
| Ricciarda Gonzaga           |                         | Camillo III Gonzaga                |                                     |  |  |       |  |  |                |  |  |                    |  |
|                             |                         | Matilde d'Este                     | Sigismondo III d'Este               |  |  |       |  |  |                |  |  |                    |  |
|                             |                         | Matilde d'Este                     | Sigismondo III d'Este               |  |  |       |  |  |                |  |  |                    |  |
|                             |                         | Matilde d'Este                     | Teresa Maria Grimaldi               |  |  |       |  |  |                |  |  |                    |  |
|                             |                         | Matilde d'Este                     |                                     |  |  |       |  |  |                |  |  |                    |  |

## Gallerie d'immagini

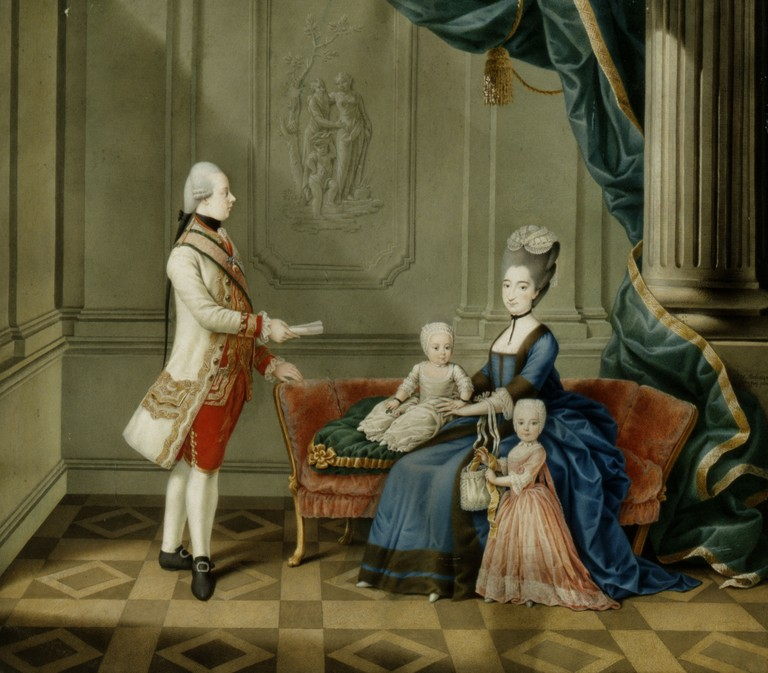
Maria Beatrice con il marito Ferdinando e i figli.
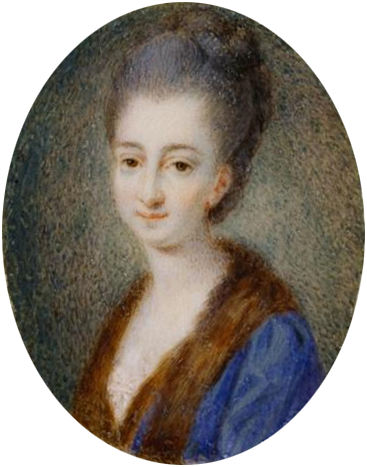
Una miniatura di Maria Beatrice da giovane
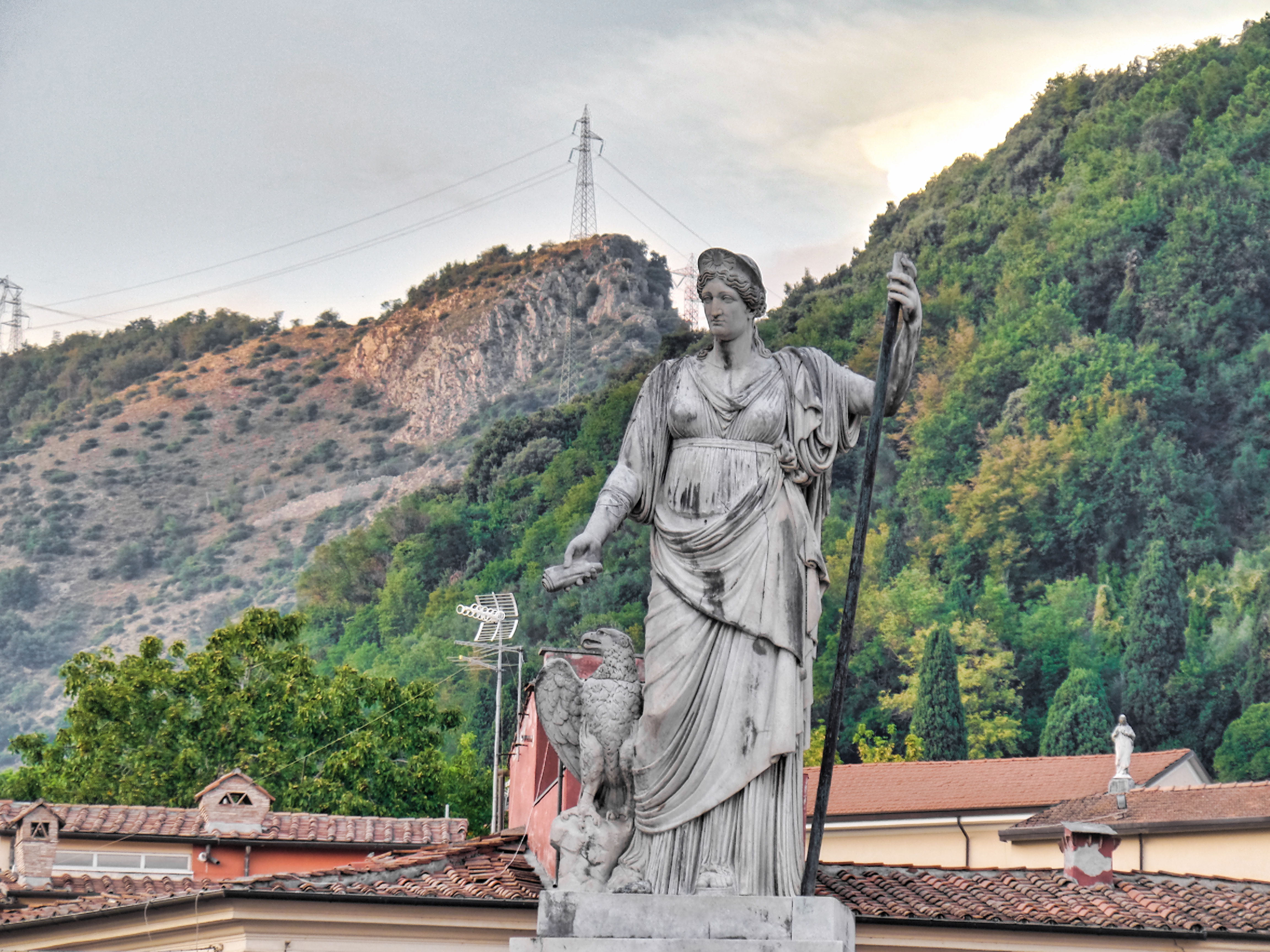
Statua di Maria Beatrice d'Este a Carrara
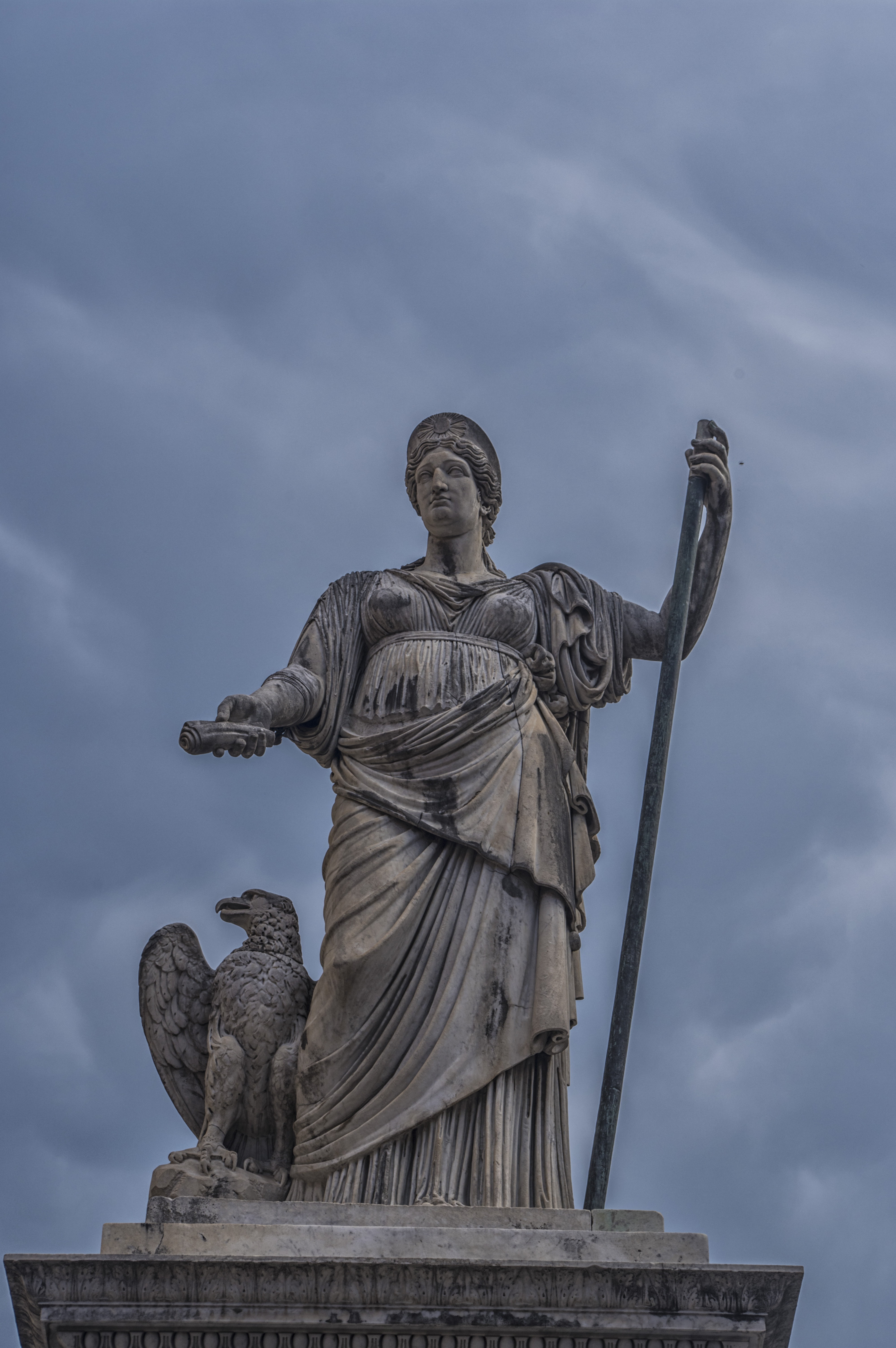
Statua di Maria Beatrice d'Este a Carrara
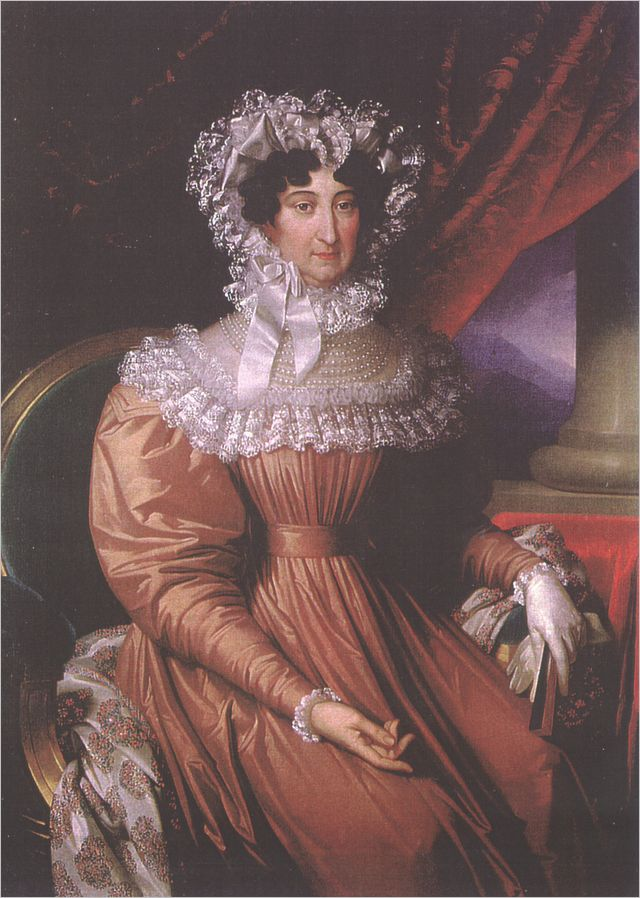
Maria Beatrice Ricciarda d'Este ritratta in tarda età da Adeodato Malatesta
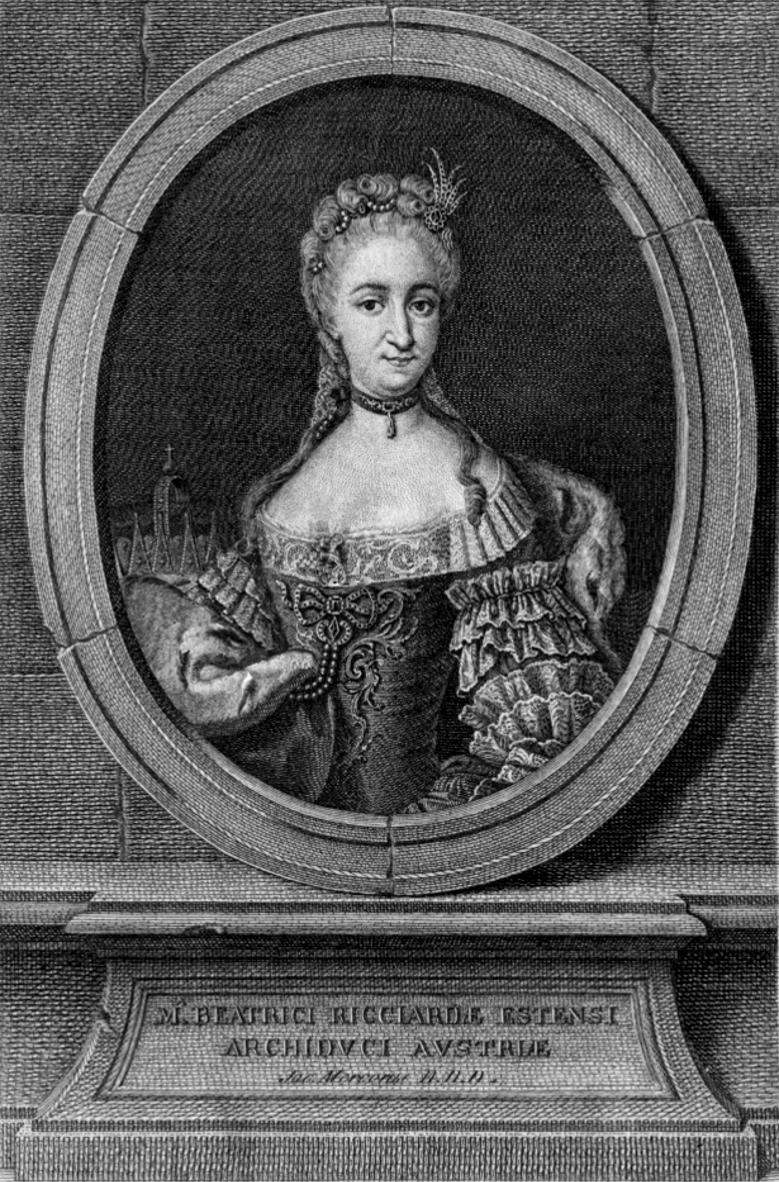
La duchessa Maria Beatrice in una stampa d'epoca
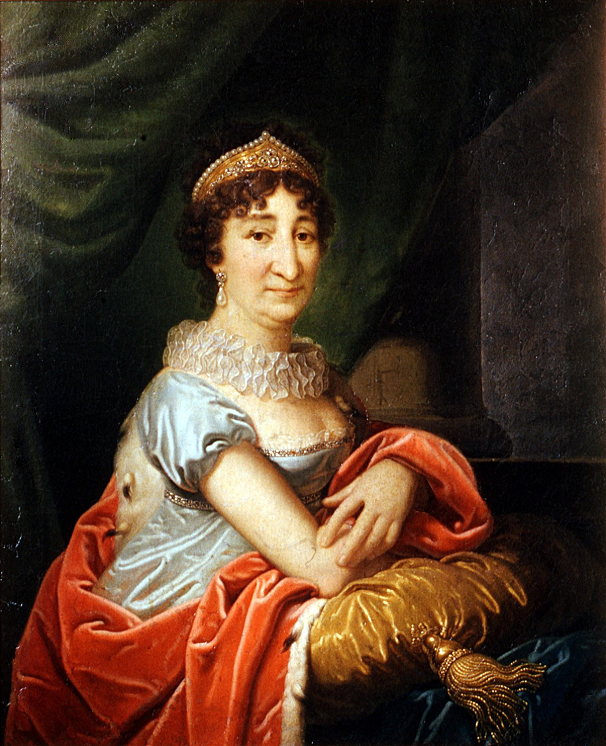
Maria Beatrice Ricciarda, duchessa di Massa e principessa di Carrara, ritratta da Giovanni Battista Lampi nel 1817, Palazzo Pitti, Firenze
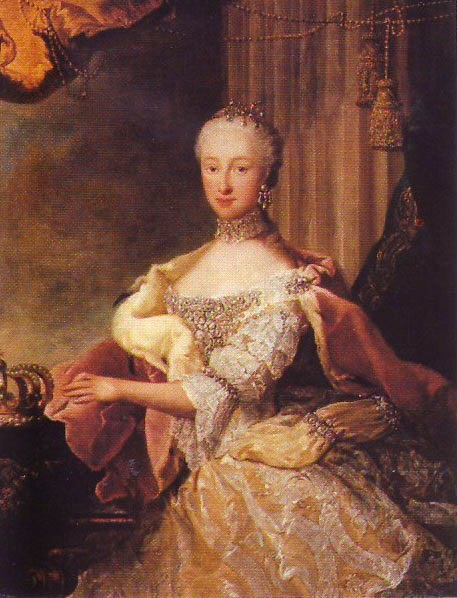
Ritratto dell'Arciducessa d'Austria-Este, governatrice di Milano di Martin van Meytens
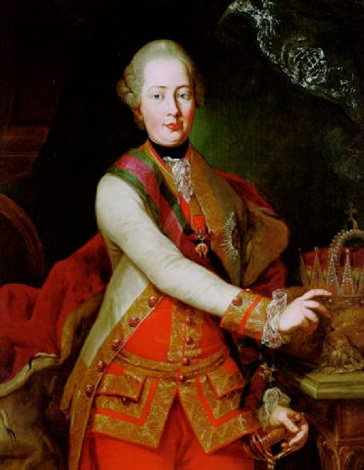
Ferdinando, governatore di Milano in un ritratto di Martin van Meytens
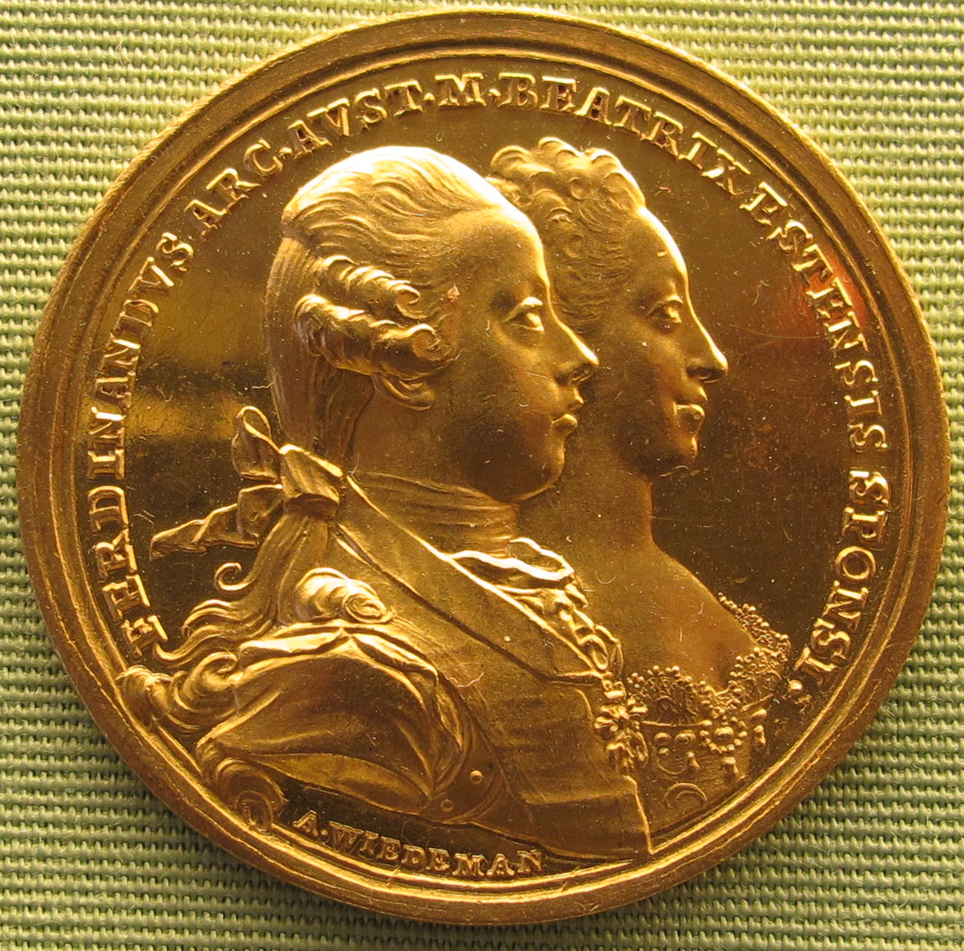
Maria Beatrice e l'arciduca Ferdinando su di una medaglia d'oro di Franz Anton Widman, 1771